# Carlo Alberto Castigliano
Carlo Alberto Castigliano (* 8. November 1847 in Asti; † 25. Oktober 1884 in Mailand) war ein italienischer Baumeister, Ingenieur und Wissenschaftler.

## Leben
Er stammte aus sehr bescheidenen Verhältnissen und verlor seine Eltern, noch bevor er die Schule verließ. Sein erstes Geld verdiente er mit Buchübersetzungen und Nachhilfestunden. Er übte den Beruf eines Lehrers der Mechanik von 1867 bis 1870 in Terni aus und besuchte danach von 1870 bis 1873 das Polytechnische Institut in Turin. Nach einer Studienzeit von drei Jahren (Ingenieurwissenschaften und Mathematik) erhielt er vorzeitig sein Diplom als Ingenieur.

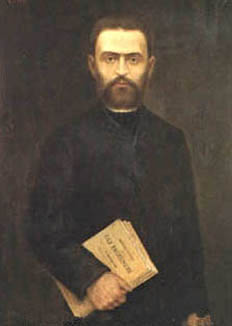
Castigliano

Er formulierte ein bekanntes Theorem der Technischen Mechanik, den 2. Satz von Castigliano, der zur Verformungsberechnung bei statisch unbestimmten Systemen dient. Der Satz eignet sich zur Berechnung beliebiger allgemein belasteter statisch unbestimmter Systeme und zur Berechnung von Verformungsgrößen an bestimmten (diskreten) Stellen und hat in der Baustatik und Technischen Mechanik eine wesentliche Bedeutung bei der Berechnung der Biegung; er spielte beim Streit um die Grundlegung der klassischen Baustatik eine zentrale Rolle.

## Satz von Castigliano
Der Satz von Castigliano besteht aus mehreren Teilen und besagt im Wesentlichen: „Die partielle Ableitung der Formänderungsenergien einer Lastgruppe nach einer einzelnen Last liefert die zugeordnete Verschiebung.“

## Veröffentlichungen
- Carlo Alberto Castigliano: Théorie de l’équilibre des systèmes élastiques et ses applications. Negro, Turin 1879.